# Hrasno Brdo
Mjesna zajednica Hrasno brdo je rubna novosarajevska MZ u odnosu na općine Novi Grad i Istočno Novo Sarajevo u Republici Srpskoj. Hrasno brdo je padinsko, djelomično urbanizirano naselje pretežito naseljeno bošnjačkim stanovništvom .       

## Poznate osobe
Baždarević, Mehmed Meša, istaknuti nogometaš NK Željezničar